# Steve Chen
Steve Chen (chinesisch 陳士駿 / 陈士骏, Pinyin Chén Shìjùn; * 18. August 1978 in Taipeh als Steven Shih Chen) ist ein taiwanisch-US-amerikanischer Internet-Unternehmer und Mitgründer des Videoportals YouTube, für das er als Chief Technology Officer gearbeitet hat.

## Leben und Karriere
Bis zu seinem achten Lebensjahr wuchs er in Taiwan auf, bis seine Familie in die USA immigrierte. Dort besuchte er die John Hersey High School in Arlington Heights (Illinois) im Großraum Chicago und schließlich die Illinois Mathematics and Science Academy im US-Bundesstaat Illinois. Nach seinem Abschluss begann er ein Informatik-Studium an der Universität von Illinois und ging 1999 ins Silicon Valley.
Steve Chen war ein früher Mitarbeiter der US-amerikanischen Firma PayPal, wo er Chad Hurley und Jawed Karim kennenlernte und mit ihnen das Online-Bezahlsystem PayPal aufbaute. 2005 gründete Steve Chen zusammen mit Chad Hurley und Jawed Karim das Internet-Videoportal YouTube. Karim verließ YouTube bereits während der Wachstumsphase des Unternehmens, soll aber neben Chen und Hurley einer der größten Anteilseigner an dem Unternehmen gewesen sein. Bereits im Oktober 2006 wurde YouTube von Google für 1,65 Milliarden US-Dollar (in Aktien) gekauft, Chen und Hurley blieben jedoch zunächst im Unternehmen.
2011 gründete Chen zusammen mit dem YouTube-Mitbegründer Chad Hurley die Firma AVOS Systems als Inkubator für neue Geschäftsideen. Die Firma arbeitete parallel an mehreren Ideen und Zukäufen z. B. der Webanwendung Delicious. 2013 ging die Video-App MixBit aus diesen Aktivitäten hervor und 2014 wurde AVOS von einem Inkubator in eine Firma mit nur noch einem Produkt (MixBit) umgebaut, das Chen 2014 verließ, um bis 2018 für Google Ventures zu arbeiten.
Steve Chen ist seit einigen Jahren als Berater tätig und Stand 2021 auf der Website von Theta, einem Blockchain-Technologie-Unternehmen aus dem Bereich Video-Streaming, als Media Advisor genannt.

## Familie
Chen ist seit 2009 mit Jamie Chen, geborene Park, Ji-hyun – kor. 박지휸 (Hanja 朴智賢), einer Produkt-Marketingmanagerin bei Google Korea, verheiratet. 2010 wurde ihr Sohn geboren. Die Familie lebte mit ihren beiden Kindern lange in San Francisco und gehört zu den großen Unterstützern des örtlichen Asian Art Museum.
2018 erhielt Steve Chen eine Arbeits- und Aufenthaltserlaubnis für Taiwan (die sog. Employment Gold Card) und im August 2019 zog die Familie zurück in seine Heimatstadt Taipeh, wo die Kinder eine internationale Schule besuchen und Chen in der lokalen Start-up-Szene aktiv ist.

## Auszeichnungen
- 2007 wurden die YouTube-Gründer Steve Chen und Chad Hurley von der International Academy of Digital Arts and Sciences bei der 11. Verleihung des Webby Awards als „Personen des Jahres“ mit einem Preis ausgezeichnet.[7]

- 2018 wurde Steve Chen von Gouverneur Bruce Rauner im Namen der Lincoln Academy of Illinois der sog. Order of Lincoln verliehen, die höchste Auszeichnung für berufliche Leistungen des US-Bundesstaats Illinois.[8]
- 2019 erhielten Steve Chen und Chad Hurley als YouTube-Gründer im Rahmen der 70. Verleihung der Technology & Engineering Emmy Awards in Las Vegas eine Auszeichnung für ihr Lebenswerk.[9]